# 裨文女中
裨文女中原名“裨文女塾”，1850年由美国公理会传教土裨治文（Elijah Coleman Bridgman，1801年4月22日－1861年11月2日）夫妇创办，校址在老西门外白云观隔壁（今方斜路西林后路102号），这是上海历史上第一所女校。

## 历史
1881年，一部分师生并到美国圣公会办的圣玛利亚女中，此后裨文女塾一直属于美国女公会，现在该校还保存一块“美国女公会”的石碑。1931年，该校向中国政府立案，改名裨文女子中学。1953年政府接管以后又改称上海市第九女子中学，1966年取消女中，再改为上海市第九中学。 

## 校友
- 倪桂珍（宋庆龄之母)。